# Billy Murray (actor)
William Albert Murray (Forest Gate, Essex, Inglaterra, 6 de octubre de 1941), conocido como Billy Murray, es un actor británico, más conocido por su interpretación de Don Beech en Policía de barrio de 1995 a 2004, de Johnny Allen en la telenovela de BBC EastEnders de 2005 a 2006, y del capitán Price en Call of Duty 4: Modern Warfare, Call of Duty: Modern Warfare 2 y Call of Duty: Modern Warfare 3.

## Carrera
Murray nació en Forest Gate, Essex y creció en Upton Park, en el east end de Londres. Asistió a la Primaria Católica St. Edward, y a la escuela católica de St. Bonaventure. Después de dejar la escuela, Murray trabajó en un supermercado Co Op en Canning Town y participó como boxeador, peleando para Reggie y Ronnie Kray en el Club de Boxeo de West Ham, del que fueron dueños por 12 años. Los Gemelos Kray pagaron £400 para que Murray asistiera a una escuela de actuación East 15 cuando éste era un adolescente, argumentando que les "gustó su actitud". Nunca pidieron que se les devuelva el dinero, y Murray más tarde apareció como testigo en un juicio, en el que Charlie Kray había sido acusado de traficar cocaína.
Murray hizo su debut como actor en la película de 1963 Two Left Feet, donde interpretó un papel menor sin acreditar. Esto fue seguido por pequeños papeles en las películas Poor Cow (1967), Corruption (1968), Up the Junction (1968) y Performance (filmado en 1968, lanzado en 1971). Desde la década de 1970 hasta principios de la década de 1990, hizo apariciones en una amplia variedad de series de televisión como Softly, Softly, The Sweeney, Los Professionales, Minder, Bergerac y Casualty. Estaba entre los considerados para el papel de Derek "Del Boy" Trotter en la serie de televisión de la BBC Only Fools and Horses antes de que finalmente fuera para David Jason. Sus papeles cinematográficos notables incluyeron el papel de "Joey" en la exitosa película de 1980 McVicar. En la película, debía ayudar a McVicar a esconderse después de escapar de la prisión. 
En 1995, obtuvo el papel de Don Beech en el drama policial de ITV The Bill, trabajando como miembro del elenco regular desde principios de 1995 hasta finales de 2000. En 2001 repitió el papel en un episodio especial titulado "Beech on the Run". Esto fue seguido por una miniserie de seis partes, Beech is Back. En 2004 hizo su última aparición como invitado, interpretando nuevamente a Beech para una temporada de cinco episodios, en los que su personaje escapó de la prisión y ahora está de vuelta 'a la fuga'. Antes de interpretar a Don Beech en la serie, Murray interpretó a un personaje diferente, DI Jackson, en un episodio en 1989. 
A finales de 2004, se unió al elenco de la popular telenovela de la BBC EastEnders e interpretó al pandillero Johnny Allen. Este fue el segundo papel de Murray dentro de la serie, ya que anteriormente apareció como el usurero Mr. X en solo dos episodios en 1991. El personaje de Murray como Johnny Allen hizo su primera aparición el 4 de enero de 2005, y se convirtió en el principal antagonista del programa, aterrorizando a numerosos personajes del programa incluido su archienemigo Peggy Mitchell; sus hijos Phil Mitchell y Grant Mitchell; su primo Billy Mitchell, a quien Johnny contrató inicialmente en su imperio criminal; el examante de Phil y Grant, Sharon Watts ; su madrina Pauline Fowler; la mejor amiga de su hija, Stacey Slater; e incluso su propio secuaz Jake Moon. Durante su tiempo en el programa, Johnny mató a su rival, otro jefe de la mafia, Andy Hunter, en el episodio del vigésimo aniversario del programa al arrojarlo desde un puente de la autopista, quitándole la posición como el rey del crimen de Walford, y luego contrató al hermano de Jake, Danny Moon, para que mate al esposo de Sharon, Dennis Rickman, en la víspera de Año Nuevo de 2005. Se fue del programa en marzo de 2006, cuando su personaje fue encarcelado después de que su hija Ruby Allen lo obligara a confesar que Dennis había asesinado a Andy. Regresó brevemente a EastEnders en octubre de 2006 cuando su personaje fue asesinado, después de sufrir un ataque al corazón en prisión, aunque no sin antes de matar a sueldo al novio de Ruby y el hermano de Stacey, Sean Slater, al enterarse de que planea obtener los bienes de su familia. Por su actuación como Johnny Allen, a quien los críticos consideran uno de los más grandes villanos en la British Soap History, Murray ganó el premio al "mejor villano" en los British Soap Awards en mayo de 2006. 
Desde entonces, ha aparecido en varias películas británicas como Rollin 'with the Nines (2006), Rise of the Footsoldier (2007), Doghouse (2009) y Dead Cert (2010).
Ha proporcionado la voz del Capitán John Price en los videojuegos Call of Duty 4: Modern Warfare, Call of Duty: Modern Warfare 2 y Call of Duty: Modern Warfare 3. También presenta los anuncios de Injury Lawyers 4 U, una compañía de reclamos de compensación en el Reino Unido.

## Vida personal
Murray tiene cuatro hijos. Un hijo y una hija de su primer matrimonio con Maureen, y dos hijas de su segundo matrimonio con Elaine. Jaime Murray, una de sus hijas de su segundo matrimonio es una actriz conocida por protagonizar la serie de televisión Hustle, y por interpretar a Lila Tournay en la segunda temporada de Dexter. 
En 1998, Murray apareció en la corte después de que él y otros 3 hombres supuestamente atacaron a dos hombres que creían que estaban suministrando drogas a sus hijas, incluida la hija de Murray, Lizzie, de 14 años, de su segundo matrimonio. Su hija se escapó de la escuela, y el hogar estaba "descendiendo a un submundo de drogas" y fue hospitalizada después de una sobredosis en junio de 1998. Murray reveló que sufrió un colapso nervioso y durmió en el set de The Bill durante meses cuando una orden judicial le prohibió vivir en su condado natal de Essex después de que fue acusado de intimidar a un testigo involucrado en el caso. También admitió que el caso judicial había ejercido presión sobre su matrimonio. Murray fue absuelto de asalto, alegando que en ese momento "sufría de un absceso en la boca y una clavícula rota y no estaba en condiciones de golpear a nadie". Se citó a uno de los hombres atacados diciendo que desearían que el caso nunca hubiera ido a los tribunales, declarando que "merecía todo lo que pasó". 
En abril de 2011, se reportó que Murray había sido acusado de atacar a su esposa e hija. En julio de 2011, se confirmó que el caso de asalto contra Murray había sido desestimado.
Fuera de la actuación, Murray está involucrado en inversiones inmobiliarias y posee y alquila armarios, pisos y garajes en todo el este de Londres.
Es fanático del club de fútbol West Ham United, y partidario del Partido Conservador.

## Filmografía
| Película/programa                            | Personaje                  | Año             |
| -------------------------------------------- | -------------------------- | --------------- |
| Rise of the Footsoldier 3                    | Mickey Steele              | 2016            |
| Airborne                                     | Cutter                     | 2012            |
| The Rise and Fall of a White Collar Hooligan | Mr. Robinson               | 2012            |
| Call of Duty: Modern Warfare 3 (Videojuego)  | Capitán John Price (voice) | 2011            |
| Strippers vs Werewolves                      | Tapper                     | 2011            |
| How to Stop Being a Loser                    | Dr. Leaner                 | 2011            |
| Dead Cert                                    | Dante Livenko              | 2010            |
| Doghouse                                     | Colonel                    | 2009            |
| Call of Duty: Modern Warfare 2 (Videojuego)  | Capitán John Price (voice) | 2009            |
| Rise of the Footsoldier                      | Mickey Steele              | 2007            |
| Call of Duty 4: Modern Warfare (Videojuego)  | Capitán John Price (voice) | 2007            |
| Rollin' with the Nines                       | David Brumby               | 2006            |
| EastEnders                                   | Johnny Allen               | 2005–2006       |
| Hell to Pay                                  | Larry Malone               | 2005            |
| Doctors                                      | Larry Baker                | 2004            |
| Beech is Back                                | DS Don Beech               | 2001            |
| Beech on the Run                             | DS Don Beech               | 2001            |
| Lily Savage's Blankety Blank                 | él mismo                   | 2001–2002       |
| Essex Boys                                   | Perry Elley                | 2000            |
| ITV Panto: Aladdin                           | Jefe de policía            | 2000            |
| The Bill                                     | DS Don Beech               | 1995–2000, 2004 |
| A Touch of Frost                             | Bill Boxley                | 1995            |
| Casualty                                     | Don Collins                | 1992            |
| EastEnders                                   | Mr X                       | 1991            |
| Bergerac                                     | John Kelp                  | 1991            |
| Buddy's Song                                 | Harry                      | 1991            |
| The Bill                                     | DI Jackman                 | 1989            |
| Dempsey & Makepeace                          | Billy Kennaway             | 1985            |
| Minder                                       | Charlie Pope               | 1984            |
| Private Schulz                               | Fred                       | 1981            |
| McVicar                                      | Joey Davis                 | 1980            |
| The Professionals (episode "Runner")         | Morgan                     | 1979            |
| Rock Follies                                 | Spike                      | 1976            |
| The Sweeney (episode "Stoppo Driver")        | Brian Cooney               | 1975            |
| Barlow at Large                              | Culver                     | 1973            |
| Softly, Softly                               | George Benson              | 1971            |
| A Family at War                              | Cabo Dewey                 | 1970            |
| Performance                                  | Pandillero 1               | 1970            |
| Up the Junction                              | Ray                        | 1968            |
| Poor Cow                                     | Amigo de Tom               | 1967            |
| Corruption                                   | Rik                        | 1968            |
| Two Left Feet                                | Pandillero (sin acreditar) | 1963            |